# 華特·費雷里
| 3625 Fracastoro              | 1984年4月27日 | 列表    |
| 3778 Regge                   | 1984年4月26日 | 列表    |
| 4061 Martelli                | 1988年3月19日 | 列表    |
| 4398 Chiara                  | 1984年4月23日 | 列表    |
| 4478 Blanco                  | 1984年4月23日 | 列表[A] |
| 4821 Bianucci                | 1986年3月5日  | 列表    |
| 5003 Silvanominuto           | 1988年3月15日 | 列表    |
| 5022 Roccapalumba            | 1984年4月23日 | 列表    |
| 6114 Dalla-Degregori         | 1984年4月28日 | 列表    |
| 6289 Lanusei                 | 1984年4月28日 | 列表[A] |
| 7396 Brusin                  | 1986年3月4日  | 列表    |
| 10738 Marcoaldo              | 1988年3月17日 | 列表    |
| 19968 Palazzolascaris        | 1988年3月19日 | 列表    |
| (21007) 1988 FD3             | 1988年3月19日 | 列表    |
| 52267 Rotarytorino           | 1986年3月4日  | 列表    |
| 1. 共同發現：A 溫琴佐·扎帕拉 |               |         |

華特·費雷里（義大利語：Walter Ferreri，1948年—）是一名義大利天文學家、科學作家和小行星的發現者。
他是國際天文學聯合會「第三分部20小行星、彗星和衛星位置與運動委員會」和「第三分部行星系統科學的成員。他被小行星中心認定在1984年到1988年間在智利拉西亞天文台發現15顆有編號的小行星。
由天文學家亨利·德波鴻諾和喬瓦尼·德·桑蒂斯發現的小行星3308，因其對天文學的貢獻和普及而以他的名字命名。命名引文於1987年4月14日公佈（M.P.C. 11750）。